# Justizvollzugsanstalt Görlitz
Die Justizvollzugsanstalt Görlitz ist eine Justizvollzugsanstalt (JVA) in der Stadt Görlitz in der Oberlausitz im Freistaat Sachsen. Der Gebäudekomplex befindet sich hinter dem Amts- und Landgericht am Postplatz in der Innenstadt. Der Bau bietet in mehreren Flügeln bis zu 216 Haftplätze. Die Insassen werden durch 79 Bedienstete bewacht und betreut, darunter ein Psychologe und zwei Sozialarbeiter. Die Bediensteten werden bei der Betreuung der Gefangenen durch zwei externe Seelsorger und ehrenamtliche Mitarbeiter unterstützt.

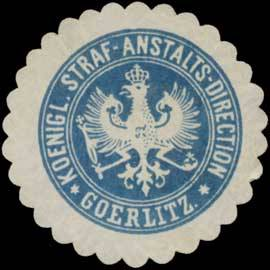
Siegelmarke der Strafanstalt

## Geschichte
Einst befand sich das Gefängnis, damals die Büttelei oder auch Stockhaus genannt, hinter den Häusern Fischmarkt 10–14 an der Stadtmauer. Es wurde zuerst 1377 erwähnt. Im Jahr 1589 wurde es auf Grundmauern des alten Hauses neu aufgebaut. In den 1850er Jahren wurde noch ein Stockwerk aufgesetzt, um die Häftlinge zu vereinzeln. Bereits 1822 überließ der Rat der Stadt das Gebäude dem königlich preußischen Inquisitoriat, blieb jedoch Eigentümer des Hauses. Die Justizbehörde kaufte das Haus Fischmarkt 14, um hier ihre Amtsräume einzurichten. Schließlich veräußerte sie das Grundstück jedoch an die Stadt im Tausch gegen ein 2½ Morgen großes Grundstück am Postplatz.
Zwischen 1863 und 1865 wurde am Postplatz hinter dem damals neu errichteten Landgericht das dazugehörige Gerichtsgefängnis errichtet. In den Jahren zwischen 1905 und 1909 wurde das Gefängnis bis zu seinen gegenwärtigen baulichen Ausmaßen ausgebaut. Das bisher rechtwinklige Gebäude wurde durch den Anbau eines Kreuzbaus nach amerikanischem Vorbild erweitert. Durch eine zusätzliche Aufstockung der ehemaligen Schirrmeisterei sowie eines Zellentraktes im alten Gebäudeteil konnte zusätzlicher Arbeitsraum und Platz für eine Gefängniskirche gewonnen werden.
Nach dem Ende des Ersten Weltkrieges und der Machtergreifung der Nationalsozialisten wurde das Haus modernisiert. Die elektrischen Anlagen wurden erneuert, eine Zentralheizung wurde eingebaut und das Gefängnis bekam einen eigenen Kraftfahrzeugfuhrpark. Im Jahr 1967 wurden in die Hafträume Sanitäranlagen eingebaut, deshalb zogen die männlichen Untersuchungsgefangenen bis zur Fertigstellung im Dezember des gleichen Jahres in das Objekt Rathausstraße (heute: Jüdenstraße).

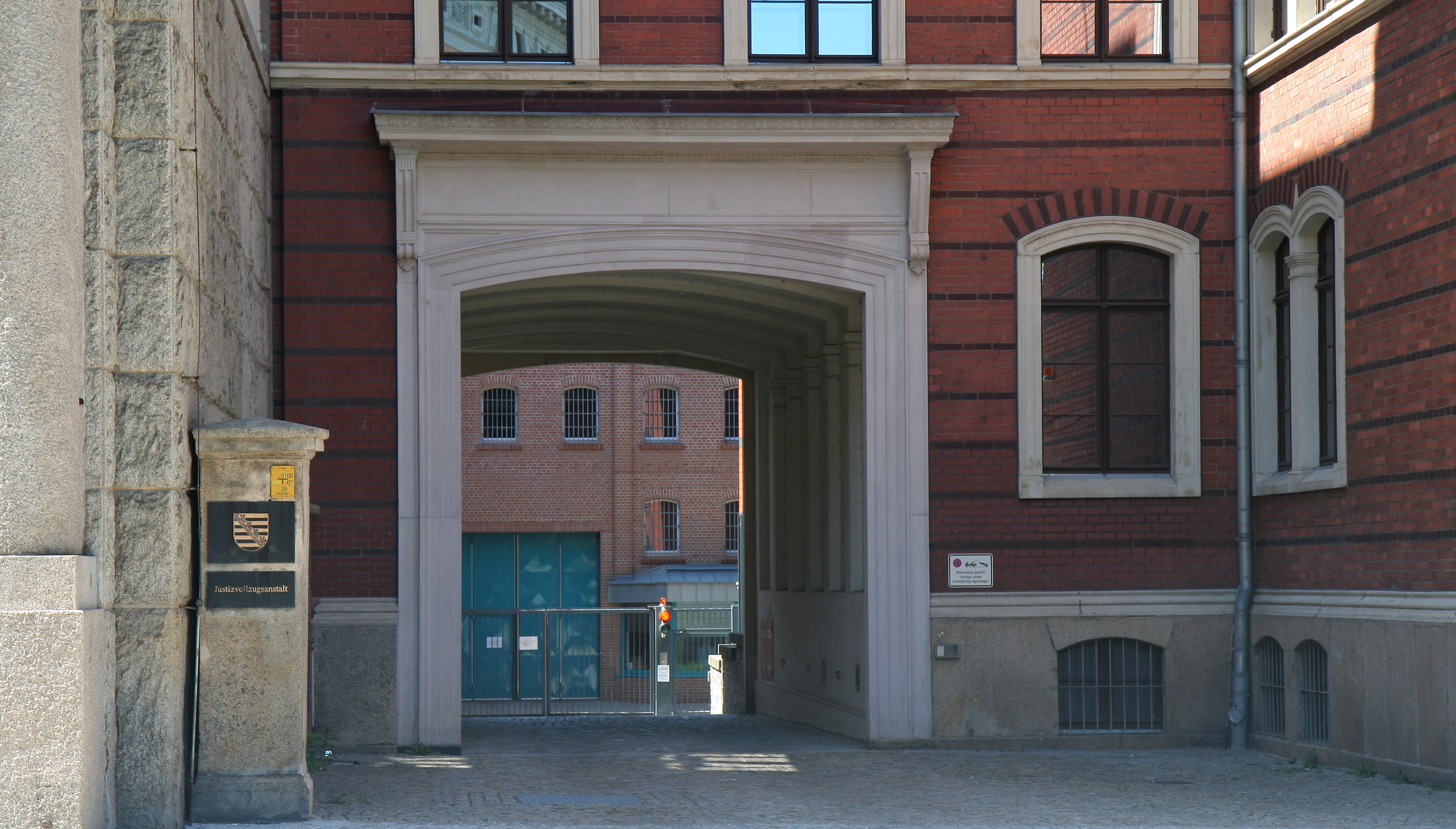
Eingangsbereich

Nach der Wende wurde das alte anstaltseigene Heizhaus abgerissen, durch einen modernen Neubau ersetzt und das Haus etappenweise saniert. Im Jahr 1994 konnte der rekonstruierte Flügel C übergeben werden. Ein Jahr später folgte die Gefängnisküche. In den Jahren 2003 und 2004 wurde der Haftbereich Flügel B saniert, zwischen 2005 und 2007 der Flügel A und 2007 bis 2008 der Flügel C. Im April 2006 wurde eine Solaranlage für die Warmwasserversorgung installiert.
Zwischen 2000 und 2002 wurden das ehemalige Produktionsgebäude und die darin befindlichen Garagen abgerissen. Ersatzweise entstanden neue Garagen. Weiterhin wurde ein modernes dreigeschossiges Torwachgebäude mit Hauswerkstatträumen, Produktionsräumen, Besucherbereich und Gesprächsräumen gebaut. Auf dem Gelände des Hinterhauses Luisenstraße 6 wurde ein neues Sozialgebäude errichtet.

## Aufgaben
Die JVA Görlitz ist laut Vollstreckungsplan Sachsens zuständig für den Vollzug der Untersuchungshaft an männlichen jugendlichen und heranwachsenden Untersuchungsgefangenen des Amtsgerichtsbezirk Bautzen, der Untersuchungshaft an männlichen erwachsenen Untersuchungsgefangenen für die Amtsgerichtsbezirke Bautzen, Hoyerswerda und Kamenz, von Freiheitsstrafen an erwachsenen Männern für den Landgerichtsbezirk Görlitz bis einschließlich zwei Jahre, von Ersatzfreiheitsstrafen an erwachsenen Männern für den Landgerichtsbezirk Görlitz und von Ordnungs-, Sicherungs-, Zwangs- und Erzwingungshaft sowie von Abschiebungshaft im Wege der Amtshilfe.

## Arbeitsbetriebe
In der JVA Görlitz befinden sich keine Eigenbetriebe. Insassen können jedoch in der Anstaltsküche bzw. der Hauswerkstatt der JVA arbeiten. Die Hauswerkstatt ist für die Reparatur, Wartung und Instandhaltung technischer Anlagen, des Mobiliars und weiteren Inventars verantwortlich.